# William Quash
William Francis Patterson Quash (ur. 27 grudnia 1868 w Barking w Londynie, zm. 17 maja 1938 tamże) – brytyjski piłkarz. Jako zawodnik Upton Park F.C. reprezentował Wielką Brytanię na Letnich Igrzyskach Olimpijskich 1900 w Paryżu, z którą zdobył złoty medal.
Był wszechstronnym sportowcem, uprawiał kolarstwo, pływanie, łyżwiarstwo figurowe oraz krykiet. Był jednym z założycieli Barking Cricket Club. Pracował jako makler okrętowy, później został urzędnikiem na poczcie.
Na igrzyskach Upton Park rozegrało jedno spotkanie, przeciwko reprezentującemu Francję Union des Sociétés Françaises de Sports Athlétiques (USFSA). Mecz zakończył się rezultatem 0:4 dla Brytyjczyków. Quash rozegrał mecz w pełnym wymiarze czasowym, nie strzelając żadnej bramki.